# 45. pehotni polk (Avstro-Ogrska)
Za druge 45. polke glejte 45. polk.
45. pehotni polk (izvirno nemško Infanterie-Regiment Nr. 45; dobesedno slovensko: Pehotni polk št.) je bil pehotni polk k.u.k. Heera.

## Poimenovanje
- Galizisches Infanterie Regiment »Erzherzog Joseph Ferdinand« Nr. 45/Galicijski pehotni polk »Nadvojvoda Jožef Ferdinand« št. 45
- Infanterie Regiment Nr. 45 (1915 - 1918)

## Zgodovina
Polk je bil ustanovljen leta 1816. 

### Prva svetovna vojna
Polkovna narodnostna sestava leta 1914 je bila sledeča: 46% Poljakov, 47% Rutencev in 7% drugih. Naborni okraj polka je bil v Sanoku, pri čemer so bile polkovne enote garnizirane sledeče: Przemyśl (štab, I. in IV. bataljon), Travnik (II. bataljon) in Sanok (III. bataljon).
Med prvo svetovno vojno se je polk bojeval tudi na soški fronti.
V sklopu t. i. Conradovih reform leta 1918 (od junija naprej) je bilo znižano število polkovnih bataljonov na 3.

## Organizacija
1918 (po reformi)
- 1. bataljon
- 3. bataljon
- 4. bataljon

## Poveljniki polka
- 1859: Gustav Chevalier Depaix[8]
- 1865: Carl von Ripper[9]
- 1879: Carl Frantzl von Franzensburg[10]
- 1908: Rudolf Králiček[11]
- 1914: Franz Ullsperger[2]